# Římskokatolická farnost Brniště
Římskokatolická farnost Brniště (lat. Brimsium) je církevní správní jednotka sdružující římské katolíky na území obce Brniště a v jejím okolí. Organizačně spadá do českolipského vikariátu, který je jedním z 10 vikariátů litoměřické diecéze. Centrem farnosti je kostel sv. Mikuláše v Brništi.

## Historie farnosti
Nejstarší zmínka o staré farnosti v Brništi je z roku 1350, a první kněz je znám z roku 1359. Kostel byl zřejmě vybudován již ve 13. století, o čemž svědčí relikty architektury z přelomu románského a gotického slohu, ukryté v hmotě dnes barokní stavby. Farnost zanikla za třicetileté války v roce 1626, a nově zřízena byla v roce 1700. Matriky jsou v místě vedeny od roku 1657. V roce 1808 kostel následkem úderu blesku vyhořel, v následujícím roce byl opraven.
Ve 20. století přestala být brnišťská farnost obsazována knězem, a duchovní správa začala být vykonávána kněžími z Mimoně, a tak je tomu dodnes. Z důvodu špatného technického stavu kostela jsou pravidelné bohoslužby slouženy v kostelní sakristii.

### Duchovní správcové vedoucí farnost
Začátek působnosti jmenovaného v duchovní správě farnosti od:
- před r. 1398 Joannes
- 1398 Hanko z Vlastiboře, † 1404
- 1404 Gallus
- 1409 Andreas
- 1409 Otto z Warnsdorfu
- 1561 Jacobus Findicenus
- 1624 Ioannes Nysius

(od roku 1699 opět samostatná farnost)
- 1700 Joannes Georg. Selmanz
- 1714 Jacobus Český
- 1720 Joannes Rilke
- 1724 Joannes Franciscus Höger
  - Joannes Werner
- 1776 Christoph. Pothe
- 1786 Adalb. Breyer, n. 27. 12. 1745 Habstein, o. 25. 3. 1770, † 24. 3. 1830
- 1830 Anton. Breier, n. 18. 6. 1793 Habstein, o. 5. 8. 1816, † 5. 5. 1864
- 1856 Norb. Spindler, n. 1. 2. 1802 Kettovic., o. 3. 9. 1828, † 27. 11. 1893
- 1888 Alois. Mareš, n. 22. 1. 1855 Černikovice, o. 20. 7. 1878, † 30. 8. 1926
- 1913 par. vacat, adm. interc. Maxmilian. Thamm, n. 4. 8. 1881, o. 12. 7. 1908
- 1. 4. 1913 Maxmilian. Thamm, n. 4. 8. 1881 Chemnitz, o. 12. 7. 1908
- 1. 11. 1945 Adolph. Woletz
- 1. 10. 1948 Jan Surý
- 1. 6. 1959 Josef Tržický
- 24. 4. 1962 Eduard Stolle
- 11. 5. 1962 Jan Böhm
- 1. 7. 1969 Jan Surý
- 1. 8. 1970 Václav Josef Holas, OSA
- 1. 1. 1983 Vladimír Jedlička
- 1. 6. 1986 Václav Horniak, SVD
- 1. 8. 1994 Štefan Bednár
- 15. 10. 1994 Tomáš Kuba
- 13. 11. 2007 Václav Horniak, SVD, admin. exc.; od 6. 2. 2019 – 31. 12. 2019 admin. exc. in spiritualibus z Mimoně
- 6. 2. 2019 Richard Cenker, SVD, admin. exc. in materialibus; od 1. 1. 2020 admin. exc. z Mimoně[3]

Kromě kněží stojících v čele farnosti, působili ve farnosti v průběhu její historie i jiní kněží. Většinou pracovali jako farní vikáři, kaplani, katecheté, výpomocní duchovní aj.

## Území farnosti
Do farnosti náleží území těchto obcí:
- Brniště (Brins; lat. Primsii[p 2])
- Hlemýždí (Schneckensdorf[p 2])
- Jáchymov (Joachimsdorf[p 2])
- Luhov (Luh[p 2])
- Růžové (Rosenthal[p 2])
- Tlustce (Tölzeldorf[p 2])
- Tlustecká (Tolzbach[p 2])
- Velký Grunov (Gross Grünau[p 2])

## Římskokatolické sakrální stavby na území farnosti
| | Fotografie | Stavba                       | Místo        | Bohoslužby                      | Zeměpisné souřadnice             | Status       | Číslo kulturní památky           |
| Kostel | Kostel     | Kostel                       | Kostel       | Kostel                          | Kostel                           | Kostel       | Kostel                           |
| --- | ---------- | ---------------------------- | ------------ | ------------------------------- | -------------------------------- | ------------ | -------------------------------- |
| 1. |            | Kostel sv. Mikuláše          | Brniště      | bližší informace o bohoslužbách | 50°43′20″ s. š., 14°42′29″ v. d. | farní kostel | 31102/5-2858 (Pk•MIS•Sez•Obr•WD) |
| Kaple |            |                              |              |                                 |                                  |              |                                  |
| 2. |            | Kaple Navštívení Panny Marie | Velký Grunov | bližší informace o bohoslužbách | 50°42′7″ s. š., 14°42′40″ v. d.  | kaple        | 31091/5-2856 (Pk•MIS•Sez•Obr•WD) |
| 3. |            | Kaple Nejsvětější Trojice    | Luhov        | bližší informace o bohoslužbách | 50°42′49″ s. š., 14°44′16″ v. d. | kaple        | —                                |
| Některé drobné sakrální stavby a pamětihodnosti lze dohledat zde v databázi Drobné sakrální památky Zaniklé sakrální stavby lze dohledat zde v databázi Poškozené a zničené kostely, kaple a synagogy v České republice |            |                              |              |                                 |                                  |              |                                  |

Ve farnosti se mohou nacházet i další drobné sakrální stavby, místa římskokatolického kultu a pamětihodnosti, které neobsahuje tato tabulka.

## Příslušnost k farnímu obvodu
Z důvodu efektivity duchovní správy byl vytvořen farní obvod (kolatura) farnosti Mimoň, jehož součástí je i farnost Brniště, která je tak spravována excurrendo. Přehled těchto kolatur je v tabulce farních obvodů českolipského vikariátu.